# Moa-nalo
Los moa-nalo (su nombre significa literalmente «pájaro perdido») son un grupo de aves anátidas extintas que vivió en las islas más grandes de Hawái, excepto en la isla mayor, en el Pacífico. Fueron los mayores herbívoros de estas islas en los últimos tres millones de años, hasta que se extinguieron después del asentamiento humano.

## Descripción

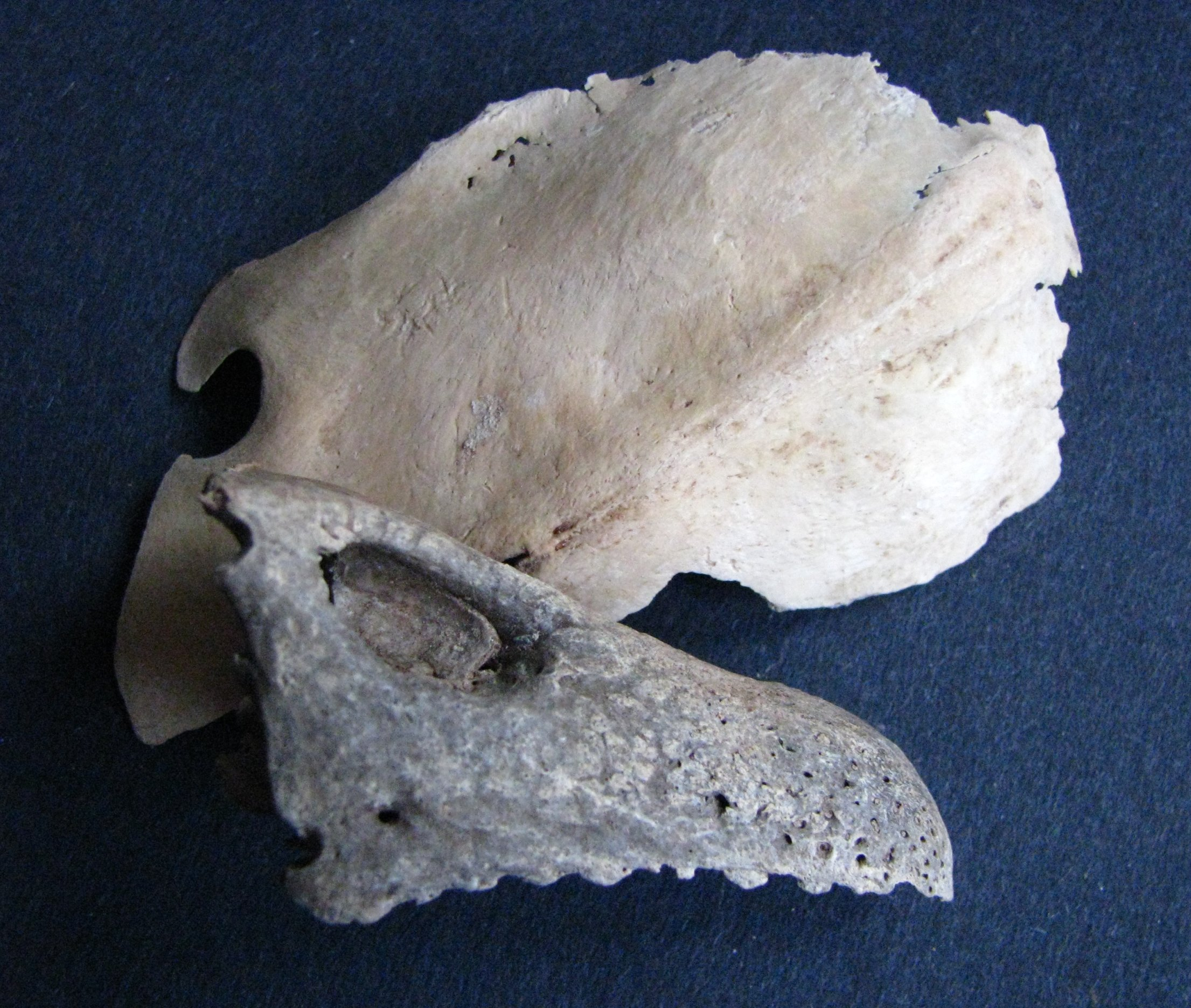
Rostro y esternón de Thambetochen xanion

Los moa-nalo habían desaparecido antes de la llegada del capitán James Cook (1778), y eran desconocidos para la ciencia hasta los años 80 del siglo XX, cuando sus fósiles fueron descubiertos en las dunas de arena en las islas Molokai y Kauai. Después se encontraron restos a Maui, O'ahu y Lanai, en depósitos de lava y fondos de lagos. Representan cuatro especies de tres géneros:
- Chelychelynechen quassus de Kauai
- Ptaiochen pau de Maui
- Thambetochen xanion de O’ahu
- Thambetochen chauliodous de Maui, Lanai y Molokai (que formaban la paleo-isla de Maui Nui).

Chelychelynechen, que quiere decir pato de mandíbula de tortuga, tenía un pico grande y pesado como el de las tortugas, mientras que los otros dos géneros, Thambetochen y Ptaiochen tenían los lados del pico con pseudodientes formando sierras. Ninguna especie podía volar, siendo su tamaño bastante grande, con un peso de entre 4 y 7,5 kg. 

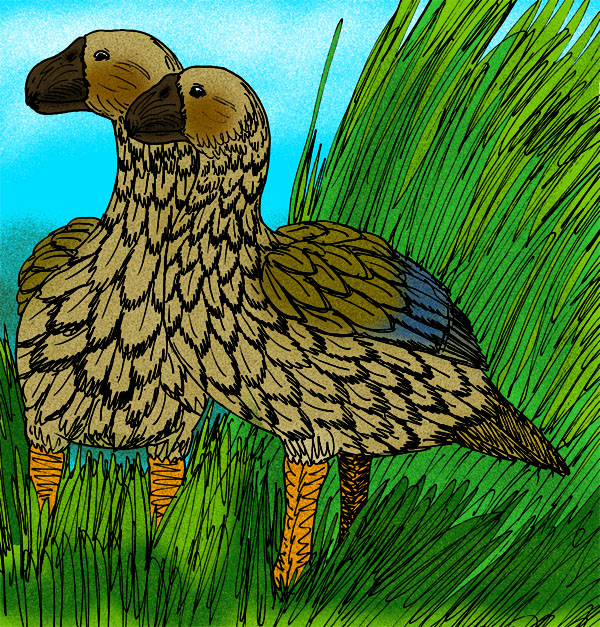
Reconstrucción del Chelychelychen quassus

## Evolución
Alguno de los fósiles de moa-nalo encontrados contenían restos de ADN mitocondrial que sirvió para compararlos con las especies de patos existentes en la actualidad, para colocar la especie en el lugar correspondiente de la familia, Anatidae (Sorenson 1999). Contrariamente a lo que esperaban algunos científicos, los moa-nalo no era parientes de las ocas (Anserinae) pero sí de los patos del género Anas, que incluye a los patos reales. El análisis de ADN no tiene una resolución suficientemente alta para determinar su relación con las diferentes especies de Anas, pero los criterios biogeográficos sugieren que sus parientes vivos más próximos son los ampliamente extendidos patos negros del Pacífico.
De las secuencias de ADN se ha estimado que los antepasados de los moa-nalo se extendían por las islas Hawái más o menos 3,6 millones de años atrás, cuando el género Anas ya estaba extendido por el mundo. En estas islas aumentaron de tamaño, pero debieron tener la posibilidad de volar ya que emigraron a las otras islas. Parece ser que la habilidad de volar la perdieron al mismo tiempo que la isla de Hawái emergió del mar, allí su lugar lo ocuparon una o dos especies de las ahora extinguidas ocas gigantes Branta, presumiblemente relacionadas con los actuales nênê.

## Ecología
La extraña forma y talla de los moa-nalo se atribuye a su papel dentro de la ecología de la prehistórica Hawái. Un estudio de los coprolitos (excrementos fósiles) de Thambetochen chauliodous encontrados en la cueva de Pu`u Naio en las tierras bajas de Maui mostró que eran comedores de hojas, especialmente de helechos (posiblemente Asplenium nidus o Dryopteris wallichiana). Esta conclusión explica la forma característica de sus picos (James & Burney 1997). También indica que eran los principales rumiantes de la isla. 
La presencia de prominentes espinas en las hojas y en los troncos blandos de muchas lobelias del género Cyanea (inusual en la flora de estas islas donde este tipo de defensa se ha perdido) sugiere que Cyanea desarrolló estas espinas como protección contra los moa-nalo. Esta especie llenó el hueco de los herbívoros, normalmente ocupado por mamíferos como cabras y ciervos, o las tortugas gigantes de las islas Galápagos y otros grupos de islas. Esto ha tenido una influencia para la ecología de las islas Hawái actualmente, como el mayor grupo de especies que se ha perdido.
Los moa-nalo se extinguieron después de la llegada de los polinesios a las islas, junto con otras especies, ya que las aves no voladoras se debieron utilizar como caza, probablemente alrededor del año 1000 a. C. o incluso antes. Como en los casos de islas de Mauricio, Nueva Zelanda y la Polinesia no estaban acostumbradas a los mamíferos, eran fácilmente atrapadas por cazadores o por los animales que fueron introducidos y se convirtieron en salvajes, como los cerdos domésticos.